# Onthophagus tuberculifrons
Onthophagus tuberculifrons là một loài bọ cánh cứng trong họ Bọ hung (Scarabaeidae).